# Yerry Mina
Yerry Fernando Mina González, noto semplicemente come Yerry Mina (Caloto, 23 settembre 1994), è un calciatore colombiano, difensore del Cagliari e della nazionale colombiana.

## Caratteristiche tecniche
Difensore centrale dal fisico longilineo, molto abile nel gioco aereo e negli anticipi difensivi e dotato di discreto senso del gol. Ha cominciato a giocare a calcio come portiere, ruolo ricoperto in passato dal padre e dallo zio.

## Carriera

### Club

#### Deportivo Pasto e Santa Fe
Dal 2013 al 2016 ha giocato nella massima serie colombiana con Deportivo Pasto e Indep. Santa Fe.

#### Palmeiras
Nel maggio 2016 si trasferisce ai brasiliani del Palmeiras per una cifra attorno ai 4 milioni di euro, firmando un quadriennale. Ha esordito il 4 luglio, giocando una partita completa nella vittoria 1-3 sullo Sport Recife. Il suo primo gol per i Verdão è arrivato nella partita successiva, un pareggio per 1-1 contro il Santos. Mina è stato sostituito poco prima della fine del primo tempo per infortunio.

#### Barcellona
L'11 gennaio 2018 viene acquistato dal Barcellona per 11,8 milioni di euro, legandosi al club spagnolo fino al 2023 e inserendo nel contratto una clausola rescissoria da 100 milioni di euro. Fa il suo esordio con la maglia blaugrana l'8 febbraio nella semifinale di ritorno di Coppa contro il Valencia al Mestalla vinta per 2-0, subentrando al minuto 83º a Piqué. L'esordio in Liga arriva pochi giorni dopo, l'11, contro il Getafe al Camp Nou terminata 0-0, in cui gioca 90 minuti. Termina la stagione con un totale di 6 presenze vincendo Liga e Coppa.

#### Everton
L'8 agosto del 2018, Mina passa a titolo definitivo all'Everton, in Premier League, per circa 40 milioni di sterline (pari a circa 46 milioni di euro).
Il 9 giugno 2023, viene annunciato che Mina non avrebbe rinnovato il proprio contratto con i Toffees, in scadenza al termine della stagione, lasciando così il club inglese dopo cinque anni.

#### Fiorentina e Cagliari
Il 4 agosto 2023, Mina viene ingaggiato a parametro zero dalla Fiorentina, in Serie A. Tuttavia, il suo esordio ufficiale in maglia viola viene rimandato di alcuni mesi, essendo partito da riserva di Nikola Milenković e Luca Ranieri, oltreché per un infortunio subito con la nazionale colombiana. La prima in serie A arriva così il 5 novembre nella partita casalinga persa per 0-1 contro la Juventus, subentrando nel finale allo stesso Ranieri.
Il 1º febbraio 2024 viene ceduto a titolo definitivo al Cagliari, con cui sottoscrive un contratto fino al termine della stagione con opzione di rinnovo per un'altra. Quattro giorni dopo debutta ufficialmente con la maglia rossoblù, nella partita esterna contro Roma persa per 4-0. Il 19 aprile seguente realizza il suo primo gol in Serie A, in cui trasforma il calcio di rigore che porta gli isolani sul momentaneo 2-0 contro la Juventus, nella sfida poi pareggiata per 2-2. Divenuto titolare inamovibile della squadra agli ordini di Ranieri, conclude la stagione con 14 presenze e 2 reti, fornendo ottime prestazioni e contribuendo così alla salvezza del Cagliari in massima serie.

### Nazionale
Viene convocato per la Copa América Centenario negli Stati Uniti, in sostituzione dell'infortunato Oscar Murillo. Successivamente viene convocato dal ct Pekerman per il Mondiale di Russia 2018, dove nella fase a gruppi va a segno in due occasioni e va a segno anche negli ottavi di finale, dove però la Colombia viene eliminata ai rigori dall'Inghilterra. Conclude così il mondiale con 3 reti messe a segno in 3 partite, tutte di testa su calcio da fermo. Con questi gol segnati ha eguagliato il record di 3 gol per un difensore in un solo Mondiale totalizzato dai difensori tedeschi Paul Breitner e Andreas Brehme, oltre ad essere il primo difensore in assoluto ad aver segnato 3 gol in 3 partite.

## Statistiche

### Presenze e reti nei club
Statistiche aggiornate al 7 marzo 2025.
| Stagione               | Squadra                | Campionato             | Campionato | Campionato | Coppe nazionali | Coppe nazionali | Coppe nazionali | Coppe continentali | Coppe continentali | Coppe continentali | Altre coppe | Altre coppe | Altre coppe | Totale | Totale |
| Stagione               | Squadra                | Comp                   | Pres       | Reti       | Comp            | Pres            | Reti            | Comp               | Pres               | Reti               | Comp        | Pres        | Reti        | Pres   | Reti   |
| ---------------------- | ---------------------- | ---------------------- | ---------- | ---------- | --------------- | --------------- | --------------- | ------------------ | ------------------ | ------------------ | ----------- | ----------- | ----------- | ------ | ------ |
| 2013                   | Deportivo Pasto        | PD                     | 14         | 1          | CC              | 8               | 0               | CS                 | 2                  | 0                  | -           | -           | -           | 24     | 1      |
| 2014                   | Indep. Santa Fe        | PD                     | 34         | 3          | CC              | 16              | 0               | CL                 | 2                  | 0                  | -           | -           | -           | 52     | 3      |
| 2015                   | Indep. Santa Fe        | PD                     | 23         | 2          | CC              | 8               | 0               | CL+CS              | 10+11              | 1+0                | SL          | 2           | 1           | 54     | 4      |
| 2016                   | Indep. Santa Fe        | PD                     | 10         | 2          | CC              | 0               | 0               | CL                 | 8                  | 3                  | -           | -           | -           | 18     | 5      |
| Totale Indep. Santa Fe | Totale Indep. Santa Fe | Totale Indep. Santa Fe | 67         | 7          |                 | 24              | 0               |                    | 31                 | 4                  |             | 2           | 1           | 124    | 12     |
| mag.-dic. 2016         | Palmeiras              | A                      | 13         | 4          | CB              | 2               | 0               | -                  | -                  | -                  | -           | -           | -           | 15     | 4      |
| 2017                   | Palmeiras              | A1/SP+A                | 8+15       | 0+2        | CB              | 4               | 0               | CL                 | 7                  | 3                  | -           | -           | -           | 34     | 5      |
| Totale Palmeiras       | Totale Palmeiras       | Totale Palmeiras       | 36         | 6          |                 | 6               | 0               |                    | 7                  | 3                  |             | -           | -           | 49     | 9      |
| gen.-giu. 2018         | Barcellona             | PD                     | 5          | 0          | CR              | 1               | 0               | UCL                | 0                  | 0                  | -           | -           | -           | 6      | 0      |
| 2018-2019              | Everton                | PL                     | 13         | 1          | FACup+CdL       | 2+0             | 0+0             | -                  | -                  | -                  | -           | -           | -           | 15     | 1      |
| 2019-2020              | Everton                | PL                     | 29         | 2          | FACup+CdL       | 1+3             | 0+0             | -                  | -                  | -                  | -           | -           | -           | 33     | 2      |
| 2020-2021              | Everton                | PL                     | 24         | 2          | FACup+CdL       | 4+1             | 1+0             | -                  | -                  | -                  | -           | -           | -           | 29     | 3      |
| 2021-2022              | Everton                | PL                     | 13         | 0          | FACup+CdL       | 1+0             | 1+0             | -                  | -                  | -                  | -           | -           | -           | 14     | 1      |
| 2022-2023              | Everton                | PL                     | 7          | 2          | FACup+CdL       | 0+1             | 0+0             | -                  | -                  | -                  | -           | -           | -           | 8      | 2      |
| Totale Everton         | Totale Everton         | Totale Everton         | 86         | 7          |                 | 13              | 2               |                    | -                  | -                  |             | -           | -           | 99     | 9      |
| 2023-feb. 2024         | Fiorentina             | A                      | 4          | 0          | CI              | 2               | 0               | UECL               | 1                  | 0                  | -           | -           | -           | 7      | 0      |
| feb.-giu. 2024         | Cagliari               | A                      | 14         | 2          | CI              | -               | -               | -                  | -                  | -                  | -           | -           | -           | 14     | 2      |
| 2024-2025              | Cagliari               | A                      | 31         | 1          | CI              | 0               | 0               | -                  | -                  | -                  | -           | -           | -           | 30     | 1      |
| Totale Cagliari        | Totale Cagliari        | Totale Cagliari        | 45         | 3          |                 | 0               | 0               |                    | -                  | -                  |             | -           | -           | 44     | 3      |
| Totale carriera        | Totale carriera        | Totale carriera        | 253        | 24         |                 | 54              | 2               |                    | 41                 | 7                  |             | 2           | 1           | 344    | 34     |

### Cronologia presenze e reti in nazionale
| Cronologia completa delle presenze e delle reti in nazionale ― Colombia | Cronologia completa delle presenze e delle reti in nazionale ― Colombia | Cronologia completa delle presenze e delle reti in nazionale ― Colombia | Cronologia completa delle presenze e delle reti in nazionale ― Colombia | Cronologia completa delle presenze e delle reti in nazionale ― Colombia | Cronologia completa delle presenze e delle reti in nazionale ― Colombia | Cronologia completa delle presenze e delle reti in nazionale ― Colombia | Cronologia completa delle presenze e delle reti in nazionale ― Colombia |
| Data                                                                    | Città                                                                   | In casa                                                                 | Risultato                                                               | Ospiti                                                                  | Competizione                                                            | Reti                                                                    | Note                                                                    |
| ----------------------------------------------------------------------- | ----------------------------------------------------------------------- | ----------------------------------------------------------------------- | ----------------------------------------------------------------------- | ----------------------------------------------------------------------- | ----------------------------------------------------------------------- | ----------------------------------------------------------------------- | ----------------------------------------------------------------------- |
| 7-6-2016                                                                | Pasadena                                                                | Colombia                                                                | 2 – 1                                                                   | Paraguay                                                                | Coppa America Centenario - 1º turno                                     | -                                                                       | 90’                                                                     |
| 11-6-2016                                                               | Houston                                                                 | Colombia                                                                | 2 – 3                                                                   | Costa Rica                                                              | Coppa America Centenario - 1º turno                                     | -                                                                       |                                                                         |
| 6-10-2016                                                               | Asunción                                                                | Paraguay                                                                | 0 – 1                                                                   | Colombia                                                                | Qual. Mondiali 2018                                                     | -                                                                       |                                                                         |
| 11-10-2016                                                              | Barranquilla                                                            | Colombia                                                                | 2 – 2                                                                   | Uruguay                                                                 | Qual. Mondiali 2018                                                     | 1                                                                       |                                                                         |
| 10-11-2016                                                              | Barranquilla                                                            | Colombia                                                                | 0 – 0                                                                   | Cile                                                                    | Qual. Mondiali 2018                                                     | -                                                                       | 82’                                                                     |
| 23-3-2017                                                               | Barranquilla                                                            | Colombia                                                                | 1 – 0                                                                   | Bolivia                                                                 | Qual. Mondiali 2018                                                     | -                                                                       |                                                                         |
| 28-3-2017                                                               | Quito                                                                   | Ecuador                                                                 | 0 – 2                                                                   | Colombia                                                                | Qual. Mondiali 2018                                                     | -                                                                       |                                                                         |
| 13-6-2017                                                               | Getafe                                                                  | Camerun                                                                 | 0 – 4                                                                   | Colombia                                                                | Amichevole                                                              | 2                                                                       |                                                                         |
| 14-11-2017                                                              | Chongqing                                                               | Cina                                                                    | 0 – 4                                                                   | Colombia                                                                | Amichevole                                                              | -                                                                       | cap.                                                                    |
| 23-3-2018                                                               | Saint-Denis                                                             | Francia                                                                 | 2 – 3                                                                   | Colombia                                                                | Amichevole                                                              | -                                                                       | 33’                                                                     |
| 27-3-2018                                                               | Londra                                                                  | Colombia                                                                | 0 – 0                                                                   | Australia                                                               | Amichevole                                                              | -                                                                       | 53’                                                                     |
| 1-6-2018                                                                | Bergamo                                                                 | Egitto                                                                  | 0 – 0                                                                   | Colombia                                                                | Amichevole                                                              | -                                                                       | 46’                                                                     |
| 24-6-2018                                                               | Kazan'                                                                  | Polonia                                                                 | 0 – 3                                                                   | Colombia                                                                | Mondiali 2018 - 1º turno                                                | 1                                                                       |                                                                         |
| 28-6-2018                                                               | Samara                                                                  | Senegal                                                                 | 0 – 1                                                                   | Colombia                                                                | Mondiali 2018 - 1º turno                                                | 1                                                                       |                                                                         |
| 3-7-2018                                                                | Mosca                                                                   | Colombia                                                                | 1 – 1 dts (3 – 4 dtr)                                                   | Inghilterra                                                             | Mondiali 2018 - Ottavi di finale                                        | 1                                                                       |                                                                         |
| 22-3-2019                                                               | Yokohama                                                                | Giappone                                                                | 0 – 1                                                                   | Colombia                                                                | Amichevole                                                              | -                                                                       |                                                                         |
| 26-3-2019                                                               | Seul                                                                    | Corea del Sud                                                           | 2 – 1                                                                   | Colombia                                                                | Amichevole                                                              | -                                                                       | 42’                                                                     |
| 9-6-2019                                                                | Lima                                                                    | Perù                                                                    | 0 – 3                                                                   | Colombia                                                                | Amichevole                                                              | -                                                                       |                                                                         |
| 15-6-2019                                                               | Salvador de Bahia                                                       | Argentina                                                               | 0 – 2                                                                   | Colombia                                                                | Coppa America 2019 - 1º turno                                           | -                                                                       |                                                                         |
| 19-6-2019                                                               | San Paolo                                                               | Colombia                                                                | 1 – 0                                                                   | Qatar                                                                   | Coppa America 2019 - 1º turno                                           | -                                                                       |                                                                         |
| 29-6-2016                                                               | San Paolo                                                               | Colombia                                                                | 0 – 0 (4 – 5 dtr)                                                       | Cile                                                                    | Coppa America 2019 - Quarti di finale                                   | -                                                                       |                                                                         |
| 7-9-2019                                                                | Miami Gardens                                                           | Brasile                                                                 | 2 – 2                                                                   | Colombia                                                                | Amichevole                                                              | -                                                                       |                                                                         |
| 12-10-2019                                                              | Alicante                                                                | Colombia                                                                | 0 – 0                                                                   | Cile                                                                    | Amichevole                                                              | -                                                                       |                                                                         |
| 16-11-2019                                                              | Miami Gardens                                                           | Colombia                                                                | 1 – 0                                                                   | Perù                                                                    | Amichevole                                                              | -                                                                       | 71’                                                                     |
| 9-10-2020                                                               | Barranquilla                                                            | Colombia                                                                | 3 – 0                                                                   | Venezuela                                                               | Qual. Mondiali 2022                                                     | -                                                                       |                                                                         |
| 13-11-2020                                                              | Barranquilla                                                            | Colombia                                                                | 0 – 3                                                                   | Uruguay                                                                 | Qual. Mondiali 2022                                                     | -                                                                       | 20’, 90’                                                                |
| 4-6-2021                                                                | Lima                                                                    | Perù                                                                    | 0 – 3                                                                   | Colombia                                                                | Qual. Mondiali 2022                                                     | 1                                                                       |                                                                         |
| 8-6-2021                                                                | Barranquilla                                                            | Colombia                                                                | 2 – 2                                                                   | Argentina                                                               | Qual. Mondiali 2022                                                     | -                                                                       | 55’                                                                     |
| 13-6-2021                                                               | Cuiabá                                                                  | Colombia                                                                | 1 – 0                                                                   | Ecuador                                                                 | Coppa America 2021 - 1º turno                                           | -                                                                       |                                                                         |
| 17-6-2021                                                               | Goiânia                                                                 | Colombia                                                                | 0 – 0                                                                   | Venezuela                                                               | Coppa America 2021 - 1º turno                                           | -                                                                       |                                                                         |
| 20-6-2021                                                               | Goiânia                                                                 | Colombia                                                                | 1 – 2                                                                   | Perù                                                                    | Coppa America 2021 - 1º turno                                           | -                                                                       |                                                                         |
| 23-6-2021                                                               | Rio de Janeiro                                                          | Brasile                                                                 | 2 – 1                                                                   | Colombia                                                                | Coppa America 2021 - 1º turno                                           | -                                                                       | 87’                                                                     |
| 3-7-2021                                                                | Brasilia                                                                | Uruguay                                                                 | 0 – 0 (2 – 4 dtr)                                                       | Colombia                                                                | Coppa America 2021 - Quarti di finale                                   | -                                                                       |                                                                         |
| 6-7-2021                                                                | Brasilia                                                                | Argentina                                                               | 1 – 1 (3 – 2 dtr)                                                       | Colombia                                                                | Coppa America 2021 - Semifinale                                         | -                                                                       |                                                                         |
| 9-7-2021                                                                | Brasilia                                                                | Colombia                                                                | 3 – 2                                                                   | Perù                                                                    | Coppa America 2021 - Finale 3º posto                                    | -                                                                       |                                                                         |
| 7-10-2021                                                               | Montevideo                                                              | Uruguay                                                                 | 0 – 0                                                                   | Colombia                                                                | Qual. Mondiali 2022                                                     | -                                                                       |                                                                         |
| 10-10-2021                                                              | Barranquilla                                                            | Colombia                                                                | 0 – 0                                                                   | Brasile                                                                 | Qual. Mondiali 2022                                                     | -                                                                       |                                                                         |
| 14-10-2021                                                              | Barranquilla                                                            | Colombia                                                                | 0 – 0                                                                   | Ecuador                                                                 | Qual. Mondiali 2022                                                     | -                                                                       |                                                                         |
| 28-1-2022                                                               | Barranquilla                                                            | Colombia                                                                | 0 – 1                                                                   | Perù                                                                    | Qual. Mondiali 2022                                                     | -                                                                       | 17’                                                                     |
| 20-6-2023                                                               | Gelsenkirchen                                                           | Germania                                                                | 0 – 2                                                                   | Colombia                                                                | Amichevole                                                              | -                                                                       |                                                                         |
| 7-9-2023                                                                | Barranquilla                                                            | Colombia                                                                | 1 – 0                                                                   | Venezuela                                                               | Qual. Mondiali 2026                                                     | -                                                                       |                                                                         |
| 12-9-2023                                                               | Santiago del Cile                                                       | Cile                                                                    | 0 – 0                                                                   | Colombia                                                                | Qual. Mondiali 2026                                                     | -                                                                       | 23’                                                                     |
| 21-11-2023                                                              | Asunción                                                                | Paraguay                                                                | 0 – 1                                                                   | Colombia                                                                | Qual. Mondiali 2026                                                     | -                                                                       | 45+1’                                                                   |
| 15-6-2024                                                               | East Hartford                                                           | Colombia                                                                | 3 – 0                                                                   | Bolivia                                                                 | Amichevole                                                              | -                                                                       |                                                                         |
| 24-6-2024                                                               | Houston                                                                 | Colombia                                                                | 2 – 1                                                                   | Paraguay                                                                | Coppa America 2024 - 1º turno                                           | -                                                                       | 25’                                                                     |
| 10-7-2024                                                               | Charlotte                                                               | Uruguay                                                                 | 0 – 1                                                                   | Colombia                                                                | Coppa America 2024 - Semifinale                                         | -                                                                       | 61’ 90+2’                                                               |
| 6-9-2024                                                                | Lima                                                                    | Perù                                                                    | 1 – 1                                                                   | Colombia                                                                | Qual. Mondiali 2026                                                     | -                                                                       | 46’ 89’                                                                 |
| 15-11-2024                                                              | Montevideo                                                              | Uruguay                                                                 | 3 – 2                                                                   | Colombia                                                                | Qual. Mondiali 2026                                                     | -                                                                       | 90+5’                                                                   |
| 25-3-2025                                                               | Barranquilla                                                            | Colombia                                                                | 2 – 2                                                                   | Paraguay                                                                | Qual. Mondiali 2026                                                     | -                                                                       | 62’                                                                     |
| 6-6-2025                                                                | Barranquilla                                                            | Colombia                                                                | 0 – 0                                                                   | Perù                                                                    | Qual. Mondiali 2026                                                     | -                                                                       |                                                                         |
| Totale                                                                  |                                                                         | Presenze                                                                | 50                                                                      |                                                                         | Reti                                                                    | 7                                                                       |                                                                         |

## Palmarès

### Club

#### Competizioni nazionali
- Campionato brasiliano: 1

Palmeiras: 2016
- Campionato spagnolo: 1

Barcellona: 2017-2018
- Coppa di Spagna: 1

Barcellona: 2017-2018